# Pablo Feced
Pablo Feced (Aliaga, 1834-Macao, 1900) fue un publicista, periodista y profesor español.

## Biografía
Nació en la localidad turolense de Aliaga en 1834. Feced, que fue profesor de Ciencias y Letras, en la década de 1880 se instaló en Filipinas –por aquel entonces todavía colonia de España–.
Fue colaborador de diversas publicaciones periódicas, entre ellas prensa de Manila –entre estas el Diario de Manila— y otras como El Liberal de Madrid, La política de España en Filipinas., La América, La Alhambra, Aurrerá, La Iberia, Heraldo de Madrid y Le Magassin Litteraire. Empleó el seudónimo «Quioquiap». A finales de 1900 habría partido a China para reponer su quebrantada salud, muriendo en la colonia portuguesa de Macao en los primeros días de diciembre.
Se destacó por sus escritos de naturaleza racista y realizó duras críticas a los indígenas filipinos y el idioma tagalo.